# Taiyuan
Taiyuan este un oraș din China. 

## Orașe înfrățite
- Saint-Denis, Franța din 2012